# مستر چیلدرن
مستر چیلدرن (انگلیسی: Mr. Children) یک گروه پاپ راک ژاپنی هستند که در سال ۱۹۸۹ تشکیل شدند.